# Кежкувка
Кежкувка (пол. Kierzkówka) — село в Польщі, у гміні Камйонка Любартівського повіту Люблінського воєводства.
Населення — 430 осіб (2011).
У 1975-1998 роках село належало до Люблінського воєводства.

## Демографія
Демографічна структура станом на 31 березня 2011 року:
|          | Загалом | Допрацездатний вік | Працездатний вік | Постпрацездатний вік |
| -------- | ------- | ------------------ | ---------------- | -------------------- |
| Чоловіки | 223     | 64                 | 139              | 20                   |
| Жінки    | 207     | 41                 | 113              | 53                   |
| Разом    | 430     | 105                | 252              | 73                   |